# San Vicente (Santo Domingo)
San Vicente è un distretto della Costa Rica facente parte del cantone di Santo Domingo, nella provincia di Heredia.
San Vicente comprende 3 rioni (barrios):
- Quintana
- San Vicente
- Yurusti